# Joseph Caddy
Joseph John Caddy (ur. 14 stycznia 1960 w Melbourne) – australijski duchowny rzymskokatolicki, biskup Cairns od 2024.

## Życiorys
Święcenia kapłańskie otrzymał 25 sierpnia 1990. Został inkardynowany do archidiecezji Melbourne. Uzyskał tytuł licencjata teologii z nauk społecznych na Papieskim Uniwersytecie Gregoriańskim w Rzymie. Do chwili nominacji w 2024 pełnił urząd wikariusza generalnego rodzimej archidiecezji oraz proboszcza parafii w Parkville. Wcześniej sprawował liczne funkcje w parafiach archidiecezjalnych, był też m.in. kapelanem więziennym oraz wikariuszem biskupim ds. społecznych. 
6 czerwca 2024 papież Franciszek prekonizował go biskupem diecezjalnym Cairns.
15 sierpnia 2024 w Katedrze św. Moniki w Cairns otrzymał święcenia biskupie, których mu udzielił arcybiskup Mark Coleridge. Jako dewizę biskupią przyjął słowa Esurientes implevit bonis (Głodnych nasycił dobrami). 